# Johannes Vincke
Johannes Vincke (Gretesch, actualment barri de la ciutat d'Osnabrück, 11 de maig de 1892 - Hollage a Wallenhorst, 3 de març de 1975) fou un teòleg catòlic alemany especialitzat en dret canònic i història eclesiàstica, particularment de la Corona d'Aragó i en les relacions entre l'Església i els estats de la Corona d'Aragó.

## Vida i obra
Johannes Vincke va néixer en un poble (avui barri) a prop d'Osnabrück i feu els estudis primaris a Belm, acabà el batxillerat el 1912 a Osnabrück al Gymnasium Carolinum. Després de participar i ser ferit (1915) en la Primera Guerra Mundial, va estudiar teologia Münster i Friburg. Fou ordenat sacerdot el 1917. Passà uns anys com a sacerdot i continuà estudiant Teologia, Història i Dret a Friburg; allà fou deixeble de Heinrich Finke que li despertà l'interès pels temes relacionats amb la història de la Corona d'Aragó. Es va doctorar el 1927 en Filosofia i Teologia.
De 1928 a 1930 treballà a l'Arxiu de la Corona d'Aragó, i el 1930 obtingué l'habilitació. De 1932 a 1934 va estar a la Universitat Pontifícia Gregoriana a Roma. Després de passar per altres universitats, a partir de 1944 fou catedràtic d'Història de l'Església i Dret Canònic a la Universitat de Friburg de Brisgòvia, on restà fins a la seva jubilació el 1960.
Des de 1940 fou director de les Spanische Forschungen de la Görres-Gesellschaft.
Els seus estudis el portaren a formar part de nombroses acadèmies i institucions tant a Alemanya com també, per la seva relació científica, a Catalunya i Espanya.
- des de 1930: Director Biblioteca Görres a Madrid
- 1936: Membre corresponent de la Real Academia de la Historia, Madrid
- 1936: Mestre fundador de la Schola Lulliana a Palma
- 1937: Membre de la Görresgesellschaft
- 1942: Membre corresponent de la Reial Acadèmia de Bones Lletres de Barcelona, Barcelona
- 1945: Judex prosynodalis de l'arquebisbat de Friburg de Brisgòvia
- 12 d'abril de 1947: Conseller de l'arquebisbat de Friburg i altres càrrecs en aquest arquebisbat
- 1947: Membre corresponent de l'Institut d'Estudis Catalans, Barcelona
- 1949: Membre del Freiburger Historikerkränzchens
- 1952: Bundesverdienstkreuz
- 15 d'octubre de 1952: Prelat domèstic del Papa
- 1952: President de la Görres-Gesellschaft
- 1954: Membre de la Kommission für geschichtliche Landeskunde in Baden-Württemberg
- 1956: Comanador de l'Orde Civil d'Alfons X el Savi
- 1957: Membre del Instituto de España, Múnic
- 1960: Conseller d'honor del Consell Superior d'Investigacions Científiques
- 1960: Doctor honoris causa per la Universitat de Saragossa (Investit el 1961)[2]
- 1961: Membre corresponent de "El Museo Canario", Las Palmas (Gran Canaria)
- 1972: Doctor honoris causa per la Universitat de Barcelona[3]

Se li dedicà una miscel·lània en homenatge (2 volums) amb motiu del seu setantè aniversari: Homenaje a Johannes Vincke para el 11 de Mayo 1962, Madrid, CSIC, 1962-1963

## Publicacions
- Staat und Kirche in Katalonien und Aragón während des Mittelalters. Münster 1931.
- Volkstum und Recht. Aus kirchenrechtlicher und volkskundlicher Sicht dargestellt. Düsseldorf 1937.
- Briefe zum Pisaner Konzil. Bonn 1940.
- Zur Vorgeschichte der Spanischen Inquisition: die Inquisition in Aragon, Katalonien, Mallorca und Valencia während des 13. und 14. Jahrhunderts. Bonn 1941.
- Schriftstücke zum Pisaner Konzil: ein Kampf um die öffentliche Meinung. Bonn 1942.
- Die Hochschulpolitik der aragonesischen Krone im Mittelalter. Braunsberg 1942.
- Die Krone von Aragón und das große abendländische Schisma. Gumbinnen 1944.
- Die Begegnung des Deutschen und Spaniers im 14. Jahrhundert. Freiburg 1951.